# Boromys torrei
A Boromys torrei az emlősök (Mammalia) osztályának a rágcsálók (Rodentia) rendjébe, ezen belül a tüskéspatkányfélék (Echimyidae) családjába tartozó kihalt faj.

## Előfordulása
Kuba területén élt. Csontok alapján ismert faj.

## Kihalása
Kihalásának pontos oka nem ismert, de valószínűleg a betelepített patkányok okozták.

## Rokonai
Egyetlen közeli rokona a Boromys offella nevű, szintén kihalt faj.